# Giro bancario
Un giro, transferencia electrónica o giro electrónico, es una transferencia del pago de una cuenta bancaria a otra cuenta bancaria y está instigada por el pagador, no por el beneficiario. Los Giros son principalmente un fenómeno europeo; a pesar de que los sistemas de pago electrónico como el ACH que existen en Estados Unidos y Canadá, no es posible realizar las transferencias de terceros con ellos. 
En el Reino Unido y en otros países, el término de "Giro" puede referirse a un sistema específico que una vez fue operado por la oficina de correos. En dicho país, el servicio de giro fue originalmente conocido como Giro Nacional. A su debido tiempo "giro" fue aprobado por el público y la prensa como abreviatura para el girocheque, que era un cheque y no una transferencia de crédito.
El uso de cheques y giros de papel está ahora en declive en muchos países a favor de los pagos electrónicos, que se piensan son más rápido, más barato y más seguro debido a la reducción del riesgo de fraude.

## Etimología
La palabra "giro" es prestada del holandés "giro" y/o alemán "giro", los cuales son del italiano "giro" que significa "circulación de dinero". El término italiano llega a través del latín "gyrus" que significa "gyre" del griego "gyros" que significa "círculo". A menudo es sinónimo de "pedido recurrente interbancario en general".

## Historia y concepto
Los sistemas de Giro se remontan al menos a Egipto ptolemaico en el siglo IV a.c graneros de depósitos estatales funcionaban como un sistema bancario temprano, en el que se aceptaron los pagos de cheques, con un banco central en Alejandría. Giro era un método común de transferencia de dinero en la banca antes de tiempo.
Las primeras apariciones del libro de dinero no se conocen con exactitud. El sistema de giro en sí se remonta a la "bancherii" en el norte de Italia, sobre todo en el Rialto (un centro financiero, parecido al Wall Street de hoy en día). Originalmente se trataba de cambistas sentados en su escritorio ("bancus" = banco) a quien los clientes podrían recurrir. Ellos ofrecían un servicio adicional para mantener el dinero y permitir la transferencia directa de un almacén de dinero a otro mediante la comprobación de las cuentas en sus libros de almacenamiento. Literalmente abrieron un libro, retiraron una cantidad, abrió otro libro donde se añadió la cantidad. Este tratamiento fue, naturalmente, un sistema muy regional, sino que permitió que el dinero circule en los libros. Esto llevó finalmente a la fundación del "Banco del Giro" en 1619. (en el lenguaje de Venecia, Banco del Ziro) que dio el modelo para los sistemas bancarios similares. El uso en el idioma alemán se puede ver en el "Banco del Giro" fundado en Viena en 1703 (para ampliar el negocio de financiación que Samuel Oppenheimer había traído de Venecia en 1670).
Los sistemas de giros Postales o Postgiro tienen una larga historia en los servicios financieros europeos. El concepto básico es el de un sistema bancario que no se basa en los cheques, sino más bien por transferencia directa entre cuentas. Si se centraliza la oficina de contabilidad, entonces, las transferencias entre cuentas pueden ocurrir simultáneamente. El dinero puede ser pagado o retirado del sistema en cualquier oficina de correos, y se establecieron las conexiones posteriores a los sistemas de banca comercial, a menudo simplemente por el banco local que abría su propia cuenta Postgiro.
A mediados del siglo XX, la mayoría de los países de la Europa continental tenían un servicio de giro postal. El primer sistema Postgiro se estableció en Austria en el siglo XIX. En el momento de la concepción del postgiro británico, el postgiro neerlandés fue muy bien establecido, prácticamente todos los adultos tenían una cuenta de Postgiro y se hacían operaciones Postgiro muy grandes y bien usadas en la mayoría de los demás países de Europa. Los bancos también adoptaron el giro como método de pago directo del remitente al receptor.
El término "banco" no fue utilizado inicialmente para describir el servicio. El principal instrumento de pago de los bancos se basa en el cheque que tiene un modelo de remesas totalmente diferente a la de un giro.

## Modelo
En el modelo bancario, los cheques son escritos por la parte que paga y luego entregados o enviados por correo al beneficiario, que luego debe visitar a un banco o enviar por correo el cheque a su banco. Entonces el cheque debe ser limpiado, un complejo proceso por el cual los cheques son ordenados, enviados por correo a una ubicación central de compensación, ordenados de nuevo, y luego enviado por correo a la sucursal que paga, quien verifica que los fondos están disponibles y paga al banco del beneficiario.
En el modelo del giro postal, la parte que paga envía una solicitud de pago al beneficiario (llamado "transferencia giro") al centro de Giros, que verifica que los fondos están disponibles, debita de la cuenta del pagador por la cantidad solicitada, y acredita el importe a la cuenta del beneficiario. Entonces el centro de giros, envía el documento de transferencia de giro para el receptor, y un estado de cuenta actualizado tanto para el ordenante y el beneficiario. En el caso de las grandes empresas de servicios públicos que reciben miles de pagos por día, las declaraciones se envían electrónicamente e incorporan un número de referencia único para cada pago a efectos de conciliación.
En los Estados Unidos, el aumento de la compensación electrónica de cheques (y las tarjetas de débito como instrumentos preferidos de pago) ha hecho que esta diferencia sea menos importante como lo era antes. En algunas tiendas del país, los cheques son escaneados en la caja registradora y entregados de nuevo al cliente. La información escaneada se envía a un procesador de pagos, que transfiere el dinero usando la red ACH.
A diferencia del modelo de banca, el modelo de giro postal permite a un individuo transferir dinero directamente en la cuenta bancaria de otra persona, siempre que el remitente tenga datos de la cuenta del destinatario. El receptor no está obligado a aprobar o reconocer la transferencia o visitar el banco para reclamarlo. Como resultado, los cheques son raramente utilizados en países con redes extensas de giro, como Alemania y los países nórdicos.
Los sistemas de depósito directo, tales como las de uso común en América del Norte, por el contrario, requieren la aprobación explícita del destinatario, normalmente proporcionada para rellenar un formulario. La transferencia de fondos de una cuenta bancaria personal a otro, ya sea por lo general requiere un cheque físico, o una transferencia electrónica, que puede incurrir en un cargo importante y exigir a la parte que paga visitar el banco.

## Pago de factura electrónica
El pago de factura electrónica moderna es similar al uso del giro.
Las ventajas incluyen:
- Acceso instantáneo a los fondos vía un ATM, tarjeta de débito o tarjeta de cheque.
- No hay verificación de papel que puede ser perdido, robado, u olvidado.
- Los pagos realizados por vía electrónica pueden ser menos costoso para el ordenante; normalmente los pagos electrónicos pueden costar alrededor de 25 ¢ (EE. UU.), mientras que podría costar hasta $2 (EE. UU.) para generar, imprimir y enviar por correo un cheque de papel. Los bancos pueden incluso no cobrar por el servicio; por ejemplo los bancos de la Unión Europea no cobran nada por pagos electrónicos dentro de la SEPA (Zona Única de Pagos en Euros), siempre y cuando se usen números de cuentas BIC y IBAN adecuados.

En los Estados Unidos, la ACH regulada por NACHA y el Banco de la Reserva Federal, maneja todas las transferencias interbancarias, incluyendo depósito directo y débito directo.
En el pago de facturas totalmente electrónica, el pagador recibe una factura, ya sea física, por correo o electrónicamente desde una página web (facturación electrónica). Entonces, el pagador lee en la información de la cuenta, ya sea manualmente o utilizando el código de barras en la factura, entra al formulario en el sitio web del banco, y envía el formulario. El pago se deduce inmediatamente del saldo de su cuenta.

## Importancia cultural
Antes de que el uso de las transferencias electrónicas de pagos se convirtieran en una norma en el Reino Unido el "giro" quincena era la forma normal de la distribución de los pagos de beneficios. Cuando el desempleo alcanzó su punto máximo en la década de 1980, un gran número de personas recibirían su pago de beneficios el mismo día llevando el concepto de Día del Giro, marcado por la liquidación de deudas pequeñas y un notable aumento en la bebida, fiestas y actividades festivas. Es el foco de la película de 1996 A la espera del Giro.